# Tuscsák vára
Tuscsák vára (horvátul: Stari grad Tuščak) egy várrom Horvátországban, Zágráb megyében, a Szamoborhoz tartozó Kravljak határában.

## Fekvése
A vár romja a Zsumberki-hegység keleti részén, a kis Kravljak falu és a Bregana-patak feletti Tuščak-hegyen található. A Tuščak-hegynek két csúcsa van, a vár pedig az alsón, 585 m tengerszint feletti magasságban található. Kravljak lakói Stari gradnak hívják, míg az irodalomban általában Tuscsák néven említik, amely a domb nevéből származik.
A várhoz a legegyszerűbben Kravljakból lehet eljutni, Kravljakban a falu elején található kápolna közelében lehet parkolni. A hegymászás nem nehéz és nem hosszú. Körülbelül 25 percet vesz igénybe a kápolnától, először autóval egyenesen az erdőn át, majd további 10-15 perc emelkedés a gerinc mentén (nem meredeken) vezető ösvényen. Vannak más túraútvonalak is, például Osredekből vagy a főútról, Stojdraga felől. 

## Története
A várat az ismeretlenség homálya lengi körül. Sem a neve, sem építésének ideje, sem befejezése előtti elhagyásának okai nem ismertek. Építésének ideje valahol a 12. század végén és a 13. század elején helyezhető el. A tornyok stílusjegyei, a falazás módja és a talált régészeti anyagok ezt alátámasztják. A vár építésének nyilvánvalóan kettős célja volt: nemesi birtok központja és egyben határvár volt. Egy alacsonyabb rangú nemes tulajdonát képezte a német és a horvát-magyar állam közötti államhatáron. Mivel egy meredek sziklán helyezkedett el, nagyon nehéz volt meghódítani, de mindennek ellenére nyilván valakinek sikerült. Lerombolása összefüggésbe hozható a 13. század végén a babenbergi örökségért folytatott küzdelmekkel, vagyis a német birodalom hatalmi harcaival, amelyekben a magyar király is részt vett. Babenberg II. Frigyes osztrák herceget 1246-ban ölték meg a IV. Béla királlyal folytatott konfliktusban. Vele kihalt a Babenberg-ház, Ausztria és Stájerország pedig uralkodó nélkül maradtak. IV. Béla és II. Ottokár cseh király kezdtek küzdeni az örökségért, de sikertelenül, ezért IV. Ince pápa beavatkozott a harcba, és erőfeszítéseinek köszönhetően a felek 1254-ben Pozsonyban békét kötöttek, amellyel a cseh király megszerezte Ausztriát, Béla pedig Stájerországot. Tuscsák ezeknek a csatáknak eshetett áldozatául, mert éppen a határon volt.
A történelmi forrásokban több olyan név is szerepel, amelyek a várral hozhatók kapcsolatba. A legmeggyőzőbb ezek közül, hogy a Sicherstein család a 14. században eladta Kravljak falut és Tuscsák várát Cillei Hermannak, mely várat a szerződés már csak romként említi.

## A vár leírása
A faluból az ösvény egy hosszúkás gerincre vezet, melyet a vár előtt jól kivehető védőárkokkal vágtak át. Az első közvetlen a vár előtt, további három tőle délnyugatra, a falu irányából nehezítette a feljutást. A vár magja két toronyból állt és viszonylag kisméretű volt. A két négyzet alaprajzú torony a hegygerinc legmagasabb részén helyezkedett el. A tornyokat faragott kövekből építették, melyeket habarccsal kötöttek meg. Valószínűleg további épületek is voltak, melyek a második torony alatti sík részen állhattak. A kisebb, fából épült épületek talán az erőd előtti hegygerincen helyezkedtek el, ahonnan árok választotta el őket. Ezen felvonható fahíd ívelhetett át. Az erődnek ezt a rejtettebb részét egy fából készült palánk övezhette.
Kravljak felől a várba érkezve először a délnyugati torony maradványaihoz érkezünk, melynek falai csak egy méteres magasságig maradtak meg, azok is csak a nagy faragott kőtömbökkel megerősített sarkokban. A kutatás megállapítása szerint a palotának szánt északkeleti tornyot soha nem fejezték be, csak a délnyugati torony volt lakott. A tornyon belül kerámia edények, szögek, fa és fémtárgyak maradványai kerültek elő. A szakirodalom szerint a vár két emelettel és fatetővel rendelkezett, amelyet az itt talált égett farétegek alapján feltételeznek. A délnyugati torony bizonyíthatóan tűzvészben pusztult el és a maradványokból ítélve többé nem építették fel. Az északkeleti torony falai valamivel jobb állapotban, nagyjából 120 cm magasságig őrződtek meg. A torony szabályos sorokban rakott faragott kövekből épült, ami a 13. század közepe előtti építést feltételezi. A tatárjárás után a várak falai többnyire már nem ilyen szabályos szerkezetűek, mert fontosabb volt az építkezés gyorsasága. Ezért a munka gyakran gyenge és hanyag volt. Az északkeleti torony mögött, kissé alacsonyabban, egy kis félkör alakú plató található, mely után egy lejtő következik. Feltételezhetően ennek a fennsíknak is volt valamilyen gazdasági rendeltetése.